# Септуагинта
Септуаги́нта (превод на 70-те) е най-ранният запазен до днес превод на Танах (еврейската Библия) на старогръцки език.
Пълното заглавие на старогръцки: Ἡ μετάφρασις τῶν Ἑβδομήκοντα означава буквално „Преводът на седемдесетте“. Според преданието, той е изработен през III век пр. Хр. в Александрия от 72 преводачи (по шестима от всяко от 12-те израилеви колена), всеки от които работил самостоятелно в отделна килия, а накрая 72-та превода се оказали идентични. Водачът на втория еврейски бунт срещу Рим, равинът Акива бен Йосеф, смята превода на Септуагинта за изключително неточен и възлага на своя сподвижник Акила нов превод, който днес е изгубен.
- Съхранена част от папирус със Септуагинта
- Текст от Септуагинта